# 皮内达斯
皮内达斯，是西班牙卡斯蒂利亚-莱昂萨拉曼卡省的一个市镇。 总面积15平方公里，总人口171人（2001年），人口密度11人/平方公里。